# Neuvy-Grandchamp
Neuvy-Grandchamp is een gemeente in het Franse departement Saône-et-Loire (regio Bourgogne-Franche-Comté) en telt 823 inwoners (2005). De plaats maakt deel uit van het arrondissement Charolles.

## Geografie
Neuvy-Grandchamp ligt op 328 km van Parijs en 159 km van Lyon. Neuvy-Grandchamps is met zijn 4.964 hectare de grootste gemeente van het kanton Gueugnon. In 1869 werd echter 298 hectare van de gemeente afgesneden om bij te dragen tot de vorming van de nieuwe gemeente Les Guerreaux. Het heuvelachtige grondgebied van de gemeente bereikt een hoogte van 400 meter en strekt zich uit over 10 km van noord naar zuid en 8 km van oost naar west.
De onderstaande kaart toont de ligging van Neuvy-Grandchamp met de belangrijkste infrastructuur en aangrenzende gemeenten.

## Stedenbouw

### Typologie
Neuvy-Grandchamp is een plattelandsgemeente, aangezien het een van de gemeenten is met een lage of zeer lage bevolkingsdichtheid, volgens de kaart van de gemeentedichtheid van het Insee.
Bovendien maakt de gemeente deel uit van de economische invloedzone van Gueugnon, waarvan zij een van de meest afgelegen gemeenten is. Dit gebied, dat 12 gemeenten omvat, is ingedeeld als een gebied met minder dan 50.000 inwoners.

### Landgebruik
Het grondgebruik van de gemeente, zoals dat blijkt uit de Europese databank voor biofysisch grondgebruik Corine Land Cover (CLC), wordt gekenmerkt door het belang van landbouwgrond (83,3% in 2018), een percentage dat identiek is aan dat in 1990 (83,3%). De gedetailleerde uitsplitsing in 2018 is als volgt: grasland (54,5%), heterogene landbouwgebieden (27%), bossen (14,6%), bouwland (1,8%), verstedelijkte gebieden (1,1%), binnenwateren (1,1%).

## Geschiedenis
Van Novis Vicus in de 9e eeuw tot Noviacus in de 13e eeuw, Niviz of Novovico in de 14e eeuw, Neufvy in de 17e eeuw en ten slotte Neuvy in de 18e eeuw; de toponymie verwijst dus naar een wegstadje van Merovingische oorsprong. Het dorp, gelegen langs een weg van de Yonne naar de Loire, werd in 877 door Karel de Kale geschonken aan de Benedictijner monniken van de Saint-Martin abdij in Autun. 
De vorming van de leengoederen en de parochie tijdens de vroege Middeleeuwen is nogal duister. In de 14e eeuw besloeg het grote leengoed Vesvre de noordelijke helft van het land. De rest, die lijkt te zijn voortgekomen uit de verdeling van een ander groot landgoed, werd verdeeld in verschillende landerijen waaruit in de daaropvolgende eeuwen het leengoed Beauchamp ontstond. 
Nicolas Rolin bezat de heerlijkheid Beauchamp, maar heeft er waarschijnlijk niet lang gewoond. Dit leengoed had de bijzonderheid dat het een ijzersmelterij (en de mijn die het voedde) in de buurt van zijn kasteel had, die nu verdwenen is. Ze werden in 1799 als nationaal goed verkocht en in 1802 gekocht door Michel Ramus (stichter van de Koninklijke Gieterij van Montcenis), die ze moderniseerde en verder ontwikkelde, waardoor deze vestiging een van de meest concurrerende van de regio werd1,9 . Zijn dood verhinderde hem een dependance te creëren in Saint-Agnan. De fabriek werd gekocht door de graaf van Dormy, maar raakte snel in verval en werd in 1834 voorgoed gesloten. De mijn werd aan het eind van de 19e eeuw wegens gebrek aan winstgevendheid gesloten, maar ging tijdens de Tweede Wereldoorlog weer open als toevluchtsoord voor dienstweigeraars van de STO. De mijn werd in 1948 definitief gesloten. 
Sinds 1891 verbindt een decreet van de President van de Republiek de naam van de gemeente met de plaats Grandchamp, genoemd naar deze steenkoolmijn.
Tijdens de Spaanse Burgeroorlog was Neuvy-Grandchamp een van de weinige Franse gemeenten die vluchtelingen opving, met name tijdens het verschijnsel Retirada. Dit was te wijten aan de aanwezigheid van een links gemeentebestuur, destijds geleid door de SFIO-burgemeester, Pierre Boudot, een provincieraadslid. Deze laatste bood zich daarom vrijwillig aan om vluchtelingen op te nemen, waarvan er op 11 februari 1939 een contingent aankwam. Dit contingent bestond uit twee uitgebreide families. Een van de 19 personen kwam uit Arbeca, in de provincie Lérida, in Catalonië. De andere, van 23 personen, kwam uit Huesca, ten noorden van Zaragoza, in Aragon. Het waren allemaal boeren.

## Demografie
Onderstaande figuur toont het verloop van het inwonertal (bron: INSEE-tellingen).